# Larry et Balki
Pour les articles homonymes, voir Perfect Strangers.
Larry et Balki (Perfect Strangers) est une série télévisée américaine en 150 épisodes de 24 minutes, créée par Dale McRaven pour Lorimar Productions et diffusée entre le 25 mars 1986 et le 6 août 1993 sur le réseau ABC.
En France, la série a été diffusée à partir du 27 juillet 1988 sur Canal+. Rediffusion à partir du 25 juin 1990 sur Antenne 2. Rediffusion dans Giga du 18 septembre 1990, au 7 décembre 1990. Elle reste inédite dans les autres pays francophones.

## Synopsis
La série raconte l'histoire de Larry Appleton, un habitant de Chicago un peu snob, partageant son appartement avec son cousin éloigné Balki Bartokomous, un berger venu de « Mypos », une île imaginaire, avec sa chèvre. Balki est un naïf, idéaliste, nouvel arrivant aux États-Unis, et les subtilités de la culture américaine lui échappent (source des gags de la série).
Beaucoup d'épisodes présentent Larry qui essaie de se mettre en avant dans le cadre de la société américaine, et Balki qui devient son ami à force de le soutenir (la situation s'inversant parfois) tout en provoquant souvent involontairement des catastrophes. La série est riche en comique gestuel et quiproquos farceurs rappelant le style d'humour du duo Laurel et Hardy.
Bien que le pays d'origine de Balki, Mypos, soit censé être dans la série un état indépendant, il est évident qu'il s'inspire de la Grèce.

## Distribution
- Mark Linn-Baker (VF : Jean-Claude Montalban) : Larry Appleton
- Bronson Pinchot (VF : Luq Hamet) : Balki Bartokomous
- Ernie Sabella : Donald Twinkacetti (1986-1987)
- Lise Cutter (en) : Susan Campbell (1986)
- Rebeca Arthur : Mary Ann
- Melanie Wilson : Jennifer Lyons
- Belita Moreno (en) : Lydia Markham (1987-1992)
- Jo Marie Payton-Noble : Harriette Winslow (1987-1989)
- Sam Anderson : Sam Gorpley (1987-1992)
- Alisan Porter : Tess Holland (1990)

- Version française : 
  - Direction artistique : Maurice Sarfati

## Épisodes

### Première saison (1986)
1. Titre français inconnu (Knock Knock, Who's There?)
2. Titre français inconnu (Picture This)
3. Titre français inconnu (First Date)
4. Le chauffeur[4] (Baby, You Can Drive My Car)
5. La grande vérification[5],[6] (Check This)
6. Titre français inconnu (Flashback)
7. Joyeux anniversaire[7],[8] (Happy Birthday, Baby)

### Deuxième saison (1986-1987)
1. Salut toi[9],[10] (Hello Baby)
2. Non mais on rêve[11] (Hunks Like Us)
3. Tiens c'est curieux[12] (The Unnatural)
4. Allons, allons, mesdames[13],[14] (Ladies and Germs)
5. Il faut de tout[15],[16] (Lifesavers)
6. La Grande fête[17],[18] (Babes in Babylon)
7. Ah, le grand amour[19] (Falling in Love Is…)
8. Deux hommes et un berceau[20] (Two Men and a Cradle)
9. Un témoin, vite[21] (Can I Get a Witness)
10. La Grêve du loyer[22] (The Rent Strike)
11. Contes de Noël[23] (A Christmas Story)
12. Ca arrive à tout le monde[24] (Dog Gone Blues)
13. Une de perdue[25] (Since I Lost My Baby)
14. C'est ça le paradis ?(Trouble in Paradise)[26]
15. Titre français inconnu (Beautiful Dreamer)
16. Titre français inconnu (Tux for Two)
17. Titre français inconnu (Ten Speed and a Soft Touch)
18. Titre français inconnu (Snow Way to Treat a Lady, Part 1)
19. Titre français inconnu (Snow Way to Treat a Lady, Part 2)
20. Titre français inconnu (Get a Job)
21. Titre français inconnu (Hello, Elaine)
22. Titre français inconnu (Up on a Roof)

### Quatrième saison (1988-1989)
1. Titre français inconnu (The Lottery)
2. Le séminaire[27] (Assertive Training)
3. Titre français inconnu (Aliens)
4. Les déménageurs[28] (Piano Movers)
5. Titre français inconnu (High Society)
6. Vive le camping[29] (Up a Lazy River, Part 1)
7. Titre français inconnu (Up a Lazy River, Part 2)
8. Titre français inconnu (College Bound)
9. Le don de Mypiot[30] (The Gift of the Mypiot)
10. Titre français inconnu (Maid to Order)
11. Titre français inconnu (That Old Gang of Mine)
12. Titre français inconnu (Crimebusters)
13. Les jeux modernes[31] (Games People Play)
14. La petite illusion[32] (Come Fly with Me)
15. À l'aveuglette[33] (Blind Alley)
16. Le Roi et moi[34] (The King and I)
17. Le monde est curieux[35] (Prose and Cons)
18. La petite guerre[36] (Car Wars)
19. Ça c'est de la musique[37] (Just a Gigolo)
20. Le Poker[38] (Seven Card Studs)
21. Titre français inconnu (Teacher's Pest)
22. Titre français inconnu (Wedding Belle Blues)

## Commentaires
La série commence en 1986. Larry vit dans un appartement quelque part à Chicago ; Balki emménage chez Larry dans le premier épisode. Leur appartement se situe au-dessus du magasin Ritz, où ils travaillent pour Twinkie, qui est aussi leur propriétaire. Au début, la série a une tonalité très « années 1980 » : Balki chante des chansons à la mode, devenues aujourd'hui un peu désuètes. Susan (Lise Cutter) est une voisine dans les tout premiers épisodes. Dès la deuxième saison, Jennifer (Melanie Wilson) et Mary Anne (Rebecca Arthur), qui vivent dans l'appartement du dessus, sont présentées dans la série comme les fiancées de Larry et Balki.
À partir de la saison 3, en 1987, Larry et Balki trouvent un travail ensemble dans un quotidien de Chicago. Larry est journaliste et Balki s'occupe du courrier. Leurs patrons s'appelaient Sam et Lydia, qui était la femme de Twinkie dans la première saison ; elle écrit les éditos du journal. Elle quitte la série à la saison 4 pour reprendre son personnage dans une série dérivée, tandis que leur patron Sam est aussi remplacé par M. Wainwright (F.J. O'Neill).
À partir de la saison 7, en 1991, Larry et Balki change de nature. L'intrigue se concentre davantage sur les relations amoureuses, et les « idées » de Larry (thème récurrent de la série) deviennent de plus en plus tirées par les cheveux. À ce stade, la série a complètement changé d'ambiance. Pour certains, les mariages de Larry et Balki avec Jennifer et Mary Anne, leur départ dans un manoir, leur promotion au rang de chef de leur quotidien marquent l'essoufflement de l'histoire.
La série est interrompue de façon « temporaire » en août 1992 ; elle ne reviendra qu'un an après, en juillet 1993, pour une saison 8 très courte de six épisodes. La saison 8 se déroule dans un cadre extérieur ; Larry et Balki sont nouvellement parents avec leur épouse respective. Le dernier épisode tire sa révérence par un montage musical des scènes les plus mémorables de la série.

## Spin-off
Dès 1989, une série dérivée intitulée La Vie de famille (Family Matters) est créée. Elle durera neuf saisons jusqu'en 1998.